# Рокка-Массима
Рокка-Массима (итал. Rocca Massima) — коммуна в Италии, располагается в регионе Лацио, в провинции Латина.
Население составляет 1083 человека (2008 г.), плотность населения составляет 60 чел./км². Занимает площадь 18 км². Почтовый индекс — 4010. Телефонный код — 06.
Покровителем города почитается архангел Михаил, празднование 29 сентября.

## Демография
Динамика населения:

## Администрация коммуны
- Официальный сайт: